# Video Multi-Method Assessment Fusion
Video Multi-Method Assessment Fusion (VMAF) ist eine von einer Forschungsgruppe der University of Southern California und Netflix-Entwicklern entwickelte objektive Metrik zur algorithmischen (automatischen) Bewertung von Bildqualität in Videos. Es bewertet ein (beispielsweise durch Umcodieren) „gestörtes“ bzw. verändertes Video anhand des Vergleiches mit einer ungestörten Referenz (Original) in Form einer DMOS-Schätzung.
Es fasst mehrere Merkmale unter Berücksichtigung von Abhängigkeiten der menschlichen Bildqualitätswahrnehmung von den Bildinhalten durch die Einbeziehung von maschinellem Lernen in Form einer Support Vector Machine (SVM) zu einer Wertung zusammen. Die betrachteten Merkmale können einfach ausgetauscht werden. Version 0.3.1 stützt sich auf Anti-noise SNR (ANSNR), Detail Loss Measure (DLM), Visual Information Fidelity (VIF) sowie als zeitliches Merkmal die mittlere Nachbarpixeldifferenz eines Einzelbildes relativ zu der des vorhergehenden.
VMAF wurde 2016 veröffentlicht (Version 0.3.1) und soll der menschlichen Beurteilung besonders nahe kommen.
Im Vergleich zu PSNR-HVS liefert es deutlich bessere Ergebnisse, vergleichbar mit dem 2011 veröffentlichten Video Quality Model with Variable Frame Delay (VQM_VFD). Besonders soll es die Vergleichbarkeit der Ergebnisse zwischen verschiedenen Arten von Videomaterial und Störungen verbessern.

## Referenzimplementierung
Eine in C und Python programmierte Referenzimplementierung („VMAF Development Kit, VDK“) wurde als freie Software auch im Quelltext unter den Bedingungen von Version 2 der BSD+Patent Lizenz veröffentlicht. Diese muss durch Auswahl einer speziellen Modell-Datei im JSON-Format für die Darstellung auf einen bestimmten Typ von Anzeigegerät (z. B. TV mit Full-HD) konfiguriert werden. VMAF-Werte sind somit nicht global vergleichbar, sondern beziehen sich auf ein bestimmtes Modell.
Das Ergebnis der Bewertungen wird in einer Zahl (mit Nachkommastellen) von 0 bis 100 zusammengefasst. Dabei gilt eine Bewertung der Bildqualität von 20 entsprechend einer menschlichen Einschätzung als mangelhaft (bad), bei 40 als mäßig (poor), bei 60 als ordentlich (fair), bei 80 als gut (good) und mit 100 als ausgezeichnet (excellent).